# Джованні П'єрлуїджі да Палестрина
Джова́нні-П'єрлуї́джі да Палестрина (італ. Giovanni Pierluigi da Palestrina або (Praenestinur); 1525, Палестрина, Провінція Рим — 2 лютого 1594, Рим) — італійський композитор епохи Відродження; найвизначніший представник римської композиторської школи. Творчість Палестрини суттєво вплинула на розвиток церковної музики, а його роботи часто розглядалися як кульмінація жанру церковної поліфонії періоду Ренесансу. Справжнє ім'я — Джованні П'єрлуїджі.

## Біографія

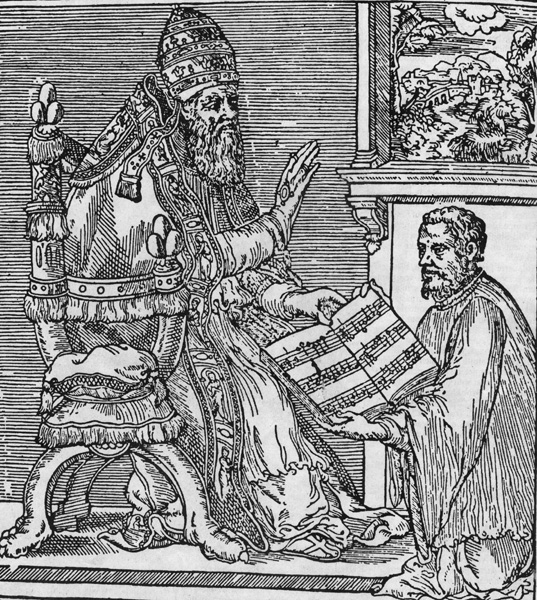
Палестрина вручає Папі Юлію III роботи, присвячені йому

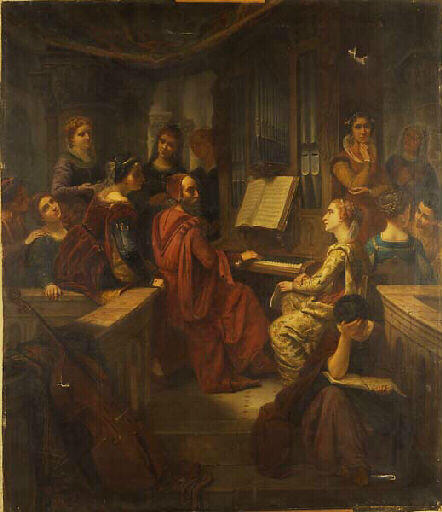
Палестрина зі своїми учнями. Огюст де Пінеллі, олія, Музей витончених мистецтв Шамбері

Народився у місті Палестрині поблизу Рима, що пізніше стало частиною Папської держави. За назвою міста й закріпився псевдонім. Документи свідчать про те, що він вперше відвідав Рим у 1537 році, коли він був записаний хористом у Базиліці Санта-Марія-Мажоре. 1544 року він став капельмейстером кафедри С. Агапіта у своєму рідному місті, де він одружився з Лукрецією Горі, з якою мав трьох синів. Музичну освіту отримав у строгій школі Гудімеля, де опанував складну поліфонічну техніку і отримав ясне поняття про чистоту духовного стилю й гармонійність сполучення звуків. За рік по тому, як Юлій III став Папою в 1550 році, Палестрина отримав посаду учителя співу у ватиканській Капелі Джуліа при Базиліці Святого Петра, а потім капельмейстера. 1554 року були вперше опубліковані його твори. В знак подяки Палестрина присвятив своєму покровителю збірку мес. Гравюра в цьому виданні вважається найбільш раннім портретом Палестрини: композитор зображений у момент вручення свого подарунку Папі.

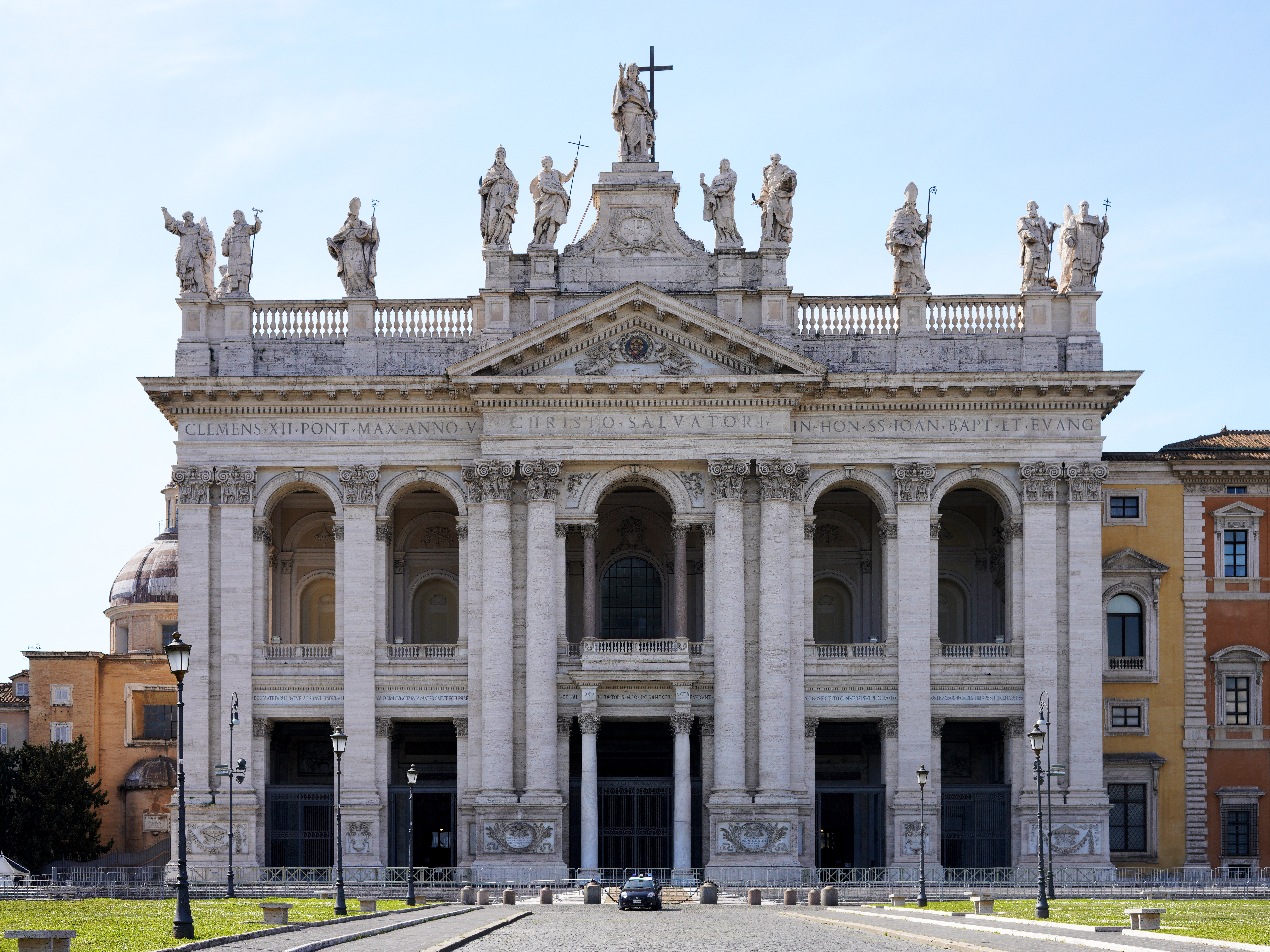
Фасад Латеранської базиліки, Рим, де Палестрина обіймав посаду капельмейстера

При папі Марцеллі ІІ Палестрина перейшов на посаду півчого капели, він міг присвячувати більшу частину часу композиторській діяльності. Однак наступний папа Павло IV вирішив позбутися усіх одружених музикантів, і Палестрина, будучи вже одруженим, був вимушений покинути папську капелу. 1555 року він обійняв посаду капельмейстера у церкві Латеранського палацу, а з 1561 року — в Базиліці Санта-Марія-Мажоре. До цього часу слава Палестрини поширилась уже за межі Італії. Про це свідчить той факт, що у 1568 році йому було запропоновано від імені імператора Максиміліана II переїхати до Відня на посаду імператорського капельмейстера.
На початку 1560-х духовна музика Палестрини знаходить прихильність учасників Тридентського собору. Це мало доленосне значення не тільки для Палестрини, але й для розвитку церковної музики того часу взагалі. Одна з його мес, написана у ці роки на замовлення духівництва (названа «Месою папи Марчелло», на честь попереднього покровителя), будучи виконаною в будинку кардинала Вітеллі, переконала вище духівництво в тому, що поліфонічна музика може не затемнювати змісту слів і, отже, не порушувати церковного благочестя. 1563 року був виданий збірник мес Палестрини, його музика почала повсюдно виконуватися у католицьких храмах. У цей період творчість Палестрини досягає свого найбільшого розквіту: в 1567 році виходить друга книга його мес, у 1570 році — третя. Публікуються також його чотириголосні й п'ятиголосні мотети.
У 1571 році Палестрина повернувся в Базиліку Святого Петра, знову очолив Капелу Джуліа й залишався на цій посаді до кінця своїх днів. Епідемії чуми, що лютували в Римі у 1572 та 1575 роках, забрали його синів Родольфо й Анджело, а також брата Сіллах. 1578 року сам Палестрина важко хворів і змушений був відкласти дуже вигідне замовлення на меси від мантуанського герцога Гульєльмо Гонзагі. 1580 року померла його дружина Лукреція. Пригнічений горем, композитор вирішив прийняти священний сан, але напередодні висвячування познайомився з заможною вдовою Вірджинією Дормолі й в 1581 році вдруге одружився. Останні роки життя Палестрина успішно поєднував діяльність на музичному терені з інвестиціями в бізнес дружини, яка займалася торгівлею нерухомістю в околицях Риму.

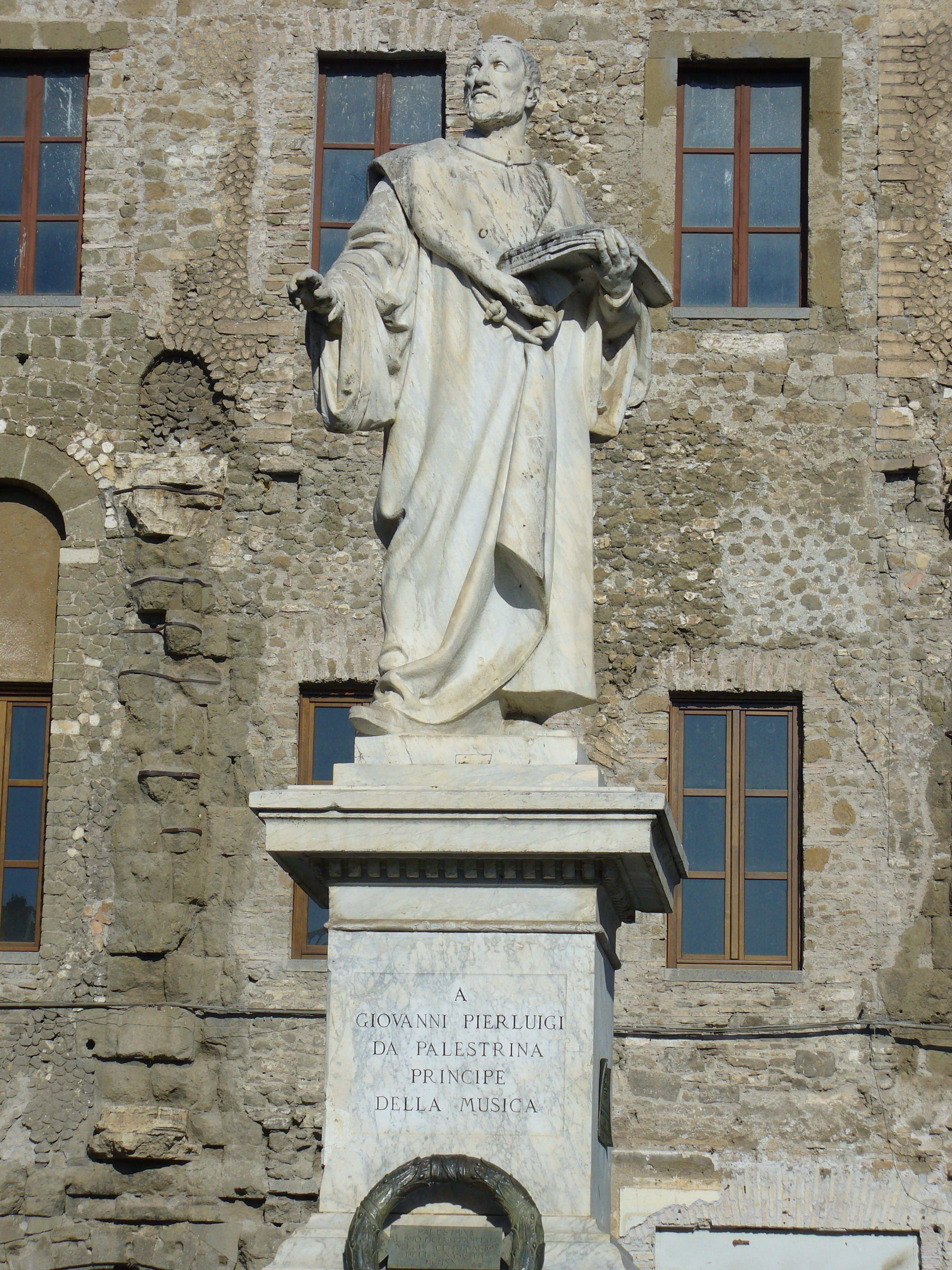
Пам'ятник на честь композитора Джованні П'єрлуїджі да Палестрини

До кінця днів Палестрина мав значну популярність і розпоряджався добрим матеріальним статком. Помер 1594 року в Римі від плевриту. Як було заведено, його поховали того ж дня, коли він помер, у простій труні. На могильній плиті латиною написано «Libera me Domine». На похоронах співали п'ятичастинний псалом для трьох хорів. Палестрину поховали у Новій капеллі (Cappella Nova) поблизу Базиліки Святого Петра. При реконструкції собору в 1615 році Cappella Nova було знесено, і саркофаг Палестрини (де також були поховані його перша дружина Лукреція, його сини та інші родичі) було втрачено.

## Творчість
Творчий доробок Палестрини надзвичайно великий і включає 104 меси (на 4—8 голосів), близько 370 мотетів, близько 70 гімнів, 35 магніфікатів, кілька ламентацій та літаній, близько 140 мадригалів. Перше повне зібрання творів Палестрини вийшло у 1862—1907 роках і становило 33 томи. Жанрова палітра Палестрини представляє найтиповіші жанри XVI століття, розкриває його зв'язок із папством і відображає стилістичні тенденції церковної музики, пов'язані з постановами Тридентського собору.
У своїй творчості Палестрина дотримувався певних правил, вироблених самостійно. Їх можна сформулювати наступним чином:
- Перебіг музики має бути динамічним, а не статичним або малорухомим.
- Між нотами в мелодії не повинно бути занадто багато стрибків.[10]
- Якщо такі все ж мають місце, вони повинні негайно компенсуватися рухом у зворотному напрямку.
- Дисонанси повинні уживатися за правилами строгого стилю і обов'язково розв'язуватися в консонанси.

### Меси
Близько сотні мес Палестрини демонструють найрізноманітніші форми — від простих чотириголосних композицій до розгорнутих шести- або восьмиголосних циклів, створених із приводу яких-небудь торжеств. До першого типу належать такі меси як «Missa brevis», «Inviolata» і «Aeterna munera Christi». Зрілий період творчості відкривається знаменитою шестиголосною Месою папи Марцелла (Missa Papae Marcelli). Слідом за нею з'являються меси для чотирьох, п'яти, шести й навіть восьми голосів. У двох останніх групах можна знайти такі твори на церковні свята, як, наприклад, велична меса на День всіх святих «Ecce ego Ioannes, піднесена меса на Успіння Assumpta est Maria, різдвяна меса «Hodie Christus natus est» (у ній звучать мотиви різдвяних пісень) і грандіозний хвалебний гімн «Laudate Dominum omnes gentes».

#### Меса папи Марцелла
Одна з його найважливіших робіт, «Missa Papae Marcelli» (Меса папи Марцелла), історично асоціюється з помилковою інформацією про діяльність Тридентського собору. Відповідно до цієї версії (яка лягла в основу праці Ганса Пфіцнера про Палестрину), меса була складена для того, щоб переконати Тридентський собор у недоцільності заборони багатоголосої музики у церковній службі. Втім, останні дослідження доводять, що ця меса була написана набагато раніше за обговорення кардиналами можливої заборони поліфонії. Згідно з цим дослідженням, Тридентський собор ніколи не ухвалював заборони щодо поліфонічної музики і не був у змозі якимсь чином регулювати це питання. Такі версії походять від неофіційних точок зору деяких учасників собору, які дискутували з тими людьми, які не були причетними до ухвалюваних рішень. Ці думки та чутки через кілька століть були надруковані і часто помилково видаються за історичний факт.

### Мотети
Наступним за значущістю жанром у творчості Палестрини є мотет — до 400 творів на літургійні тексти, переважно взяті з т. зв. пропрія меси, тобто з тієї частини, де представлені пісні на різні свята та дні церковного року. Серед мотетів є прості чотириголосні п'єси — наприклад, чудовий мотет Sicut cervus, який співається на освяченні купелі, або п'ятиголосне ламенто (жалібна пісня) «Super flumina Babylonis», складний восьмиголосий мотет на Богоявлення «Surge illuminare» і «Stabat Mater» до Страсного тижня — імовірно, найвідоміший твір Палестрини.

### Мадригали
Мадригали Палестрини менш відомі ніж його духовні твори, проте забезпечують своєму авторові почесне місце серед видатних світських композиторів його епохи. Найліпші серед мадригалів Палестрини — це «духовні мадригали» на вірші церковного або містичного характеру, що славлять Спасителя і Пресвяту Діву. У числі подібних мадригалів — хори на тексти Пісні пісень царя Соломона. Палестрина ніколи не складав музику на вірші еротичної або просто чуттєвої образності. Як свідчать назви більшості його мадригалів — «Тихі води», «Скороминуща думка», «Зелені пагорби», а також у п'єс для середньовічного карнавалу, таких, як «Тріумф Дори», їх образна сфера відзначена величавістю і тексту й музики.

## Репутація

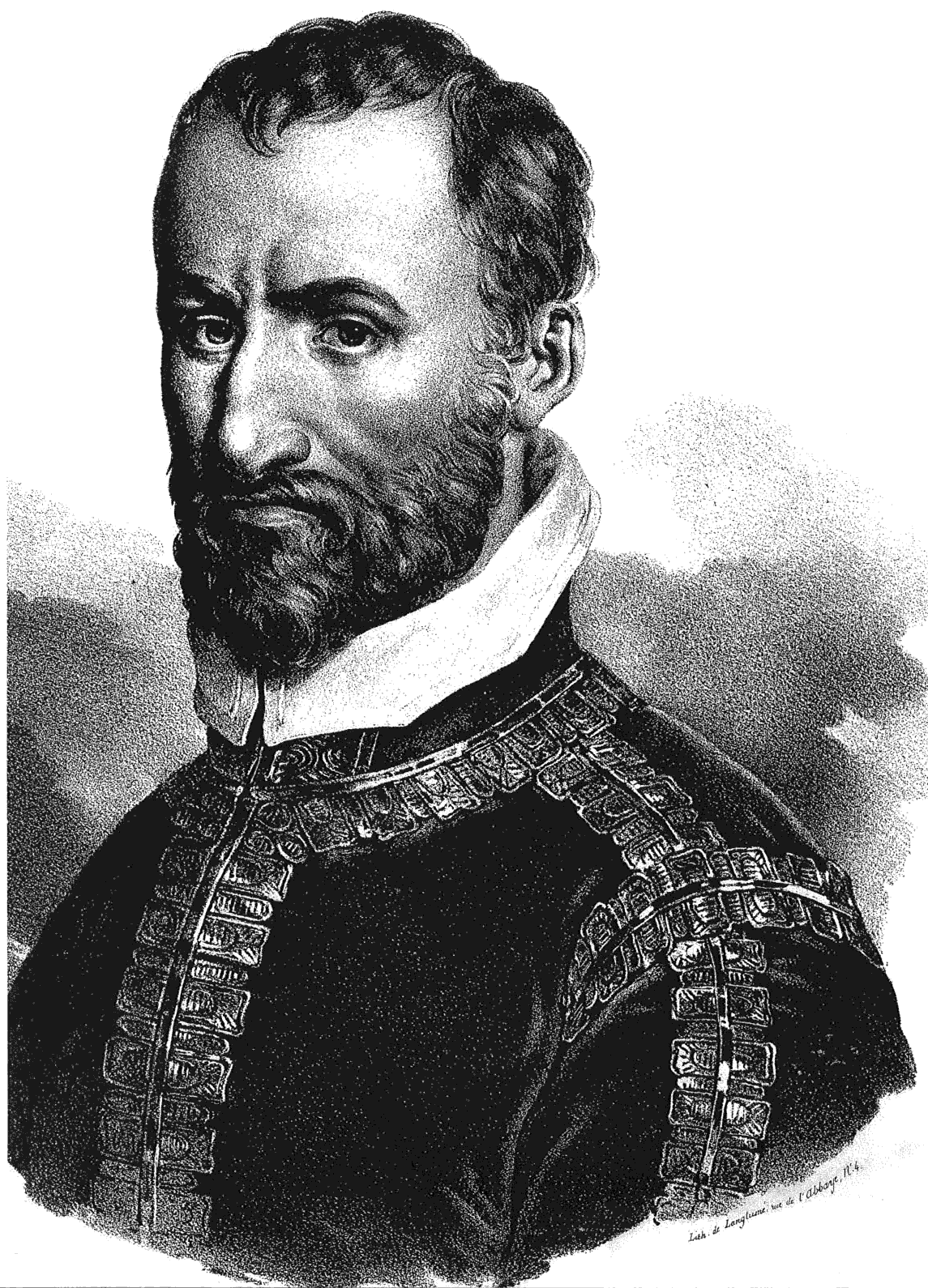
Джованні да Палестрина, літографія Генрі-Джозефа Гессе

Палестрина був дуже відомим за життя, проте після смерті його слава і репутація зросли ще більше. Консервативну музику римської школи продовжували писати у палестринівському стилі (який у XVII столітті називався prima pratica) такі його учні, як Джованні-Марія Наніно, Руджеро Джованеллі, Арканджело Крівеллі, Теофіло Гаргарі, Франческо Соріано й Грегоріо Аллегрі. Також вважають, що Сальваторе Сакко, можливо, був студентом Палестрини, те саме стосується Джованні Драґоні, який пізніше став хормейстером у Соборі Святого Івана Хрестителя на Латеранському пагорбі. Ще в 1750-х роках стиль Палестрини все ще залишався орієнтиром для композиторів, що працювали у формі мотета, як це бачимо у «Sei Antifones» Франческо Барсанті.
Велике дослідження про Палестрину провів у ХІХ столітті італійський священик, музичний критик і композитор Джузеппе Бейні, який у 1828 році опублікував свою монографію. Ця праця знову привернула увагу суспільства до Палестрини, принесла йому ще більшу славу та посилила вже існуючу легенду про те, що той був «Спасителем церковної музики» під час реформ Тридентського собору. Властива XIX століттю схильність до поклоніння герою переважає у цій монографії, проте таке ставлення до композитора певною мірою характерне і сьогодні. Опера «Палестрина» Ганса Пфіцнера показує це ставлення на своєму піку.
Лише нещодавно, з відкриттям та публікацією значної частини досі невідомих або забутих музичних творів різних композиторів Ренесансу, стало можливо належним чином оцінити Палестрину в історичному контексті. Хоча Палестрина добре уособлює пізню епоху Відродження, побутує думка, що інші композитори, такі як Орландо ді Лассо (франко-фламандський композитор, який також провів ранню частину кар'єри в Італії) та Вільям Берд, були більш універсальними. Науковці ХХ та ХХІ століть у цілому визнають, що Палестрина був сильним та вишуканим композитором, чия музика являє собою вершину технічної досконалості.
Існує два повних видання творів Палестрини: 33-томник, опублікований видавництвом «Breitkopf і Härtel» у Лейпцигу, Німеччина, між 1862 і 1894 роками і відредагований Францем-Ксавером Хаберлем, і 34-томник, опублікований в середині двадцятого століття видавництвом «Фрателлі Скалера» у Римі.

## У мистецтві
Німецький композитор Ганс Пфіцнер присвятив епізоду, пов'язаному з написанням Палестриною «Меси папи Марцелла», оперу «Палестрина», прем'єра якої відбулась у 1917 році в Мюнхені.
У 2009 році німецьким суспільним телемовником ZDF спільно з франко-німецьким міждержавним культурним телеканалом ARTE був знятий фільм під назвою «Палестрина — князь музики», режисером виступив німецький сценарист, продюсер і режисер Георг Брінтруп.

## Вшанування пам'яті
Іменем Палестрини названі:
- 4850 Палестрина — астероїд головного поясу, відкритий 27 жовтня 1973 року;
- Льодовик Палестрини[en] — льодовик, розташований у північній частині Острова Олександра I в Антарктиці.